# Szingaléz újév
A szingaléz újév (szingaléz nyelven: අලුත් අවුරුද්ද (Alut Avurudda)) egy évente egyszer, április 13-án vagy 14-én megtartott ünnep, amelyet főként a buddhista szingalézek és a hindu tamilok ünnepelnek, de mivel nem buddhista és nem hindu vallási ünnep, ezért nem az egész világon, hanem csak Srí Lanka lakói (vagy az onnan elszármazottak) tartják meg. Bár ma Srí Lankában is a világszerte elterjedt Gergely-naptárat alkalmazzák, amelyben január 1-re esik az újév napja, ez az ősi ünnep és a hozzá kapcsolódó számos népszokás sem ment feledésbe, sőt, 1885 óta a szingaléz újév állami ünnep is az országban. Időpontja egyébként egybeesik számos más dél- és délkelet-ázsiai naptár szerinti újévvel is.
Srí Lanka térségében ugyan nem jelentős az évszakok közti különbség, de az április, azaz a bak hónap kiemelkedik abból a szempontból, hogy ekkor tudják learatni a beérett rizst, a szárazabb időszak utáni esőknek köszönhetően pedig a természet „újjáéled”: a fák új leveleket hoznak, színpompás virágok nyílnak mindenütt. Mindez valószínűleg hozzájárult bizonyos újévi népszokások kialakulásához is, az újév időpontja azonban nem ehhez, hanem a Nap járásához igazodik: egészen pontosan ahhoz az időszakhoz, amikor a Nap (a sziderikus asztrológiát alapul véve) a Halak csillagképből (mína) a Kos csillagképbe (mésa) tér át. Ez alapján az Alut Avurudda valójában egy Napisten-ünnepnek tekinthető, és neve is erre utal: az avurudda szó a „Nap” jelentésű „avur” és az „egyenes(en mozog)” jelentésű idda összetételéből származik.

## Hagyományok, szokások, ételek
A szingaléz újévhez számos hagyomány és szokás kapcsolódik, amelyekben a család szinte minden tagjának megvan a maga szerepe. Az előkészületek során az anya ételeket és édességeket készít, míg az apa kitakarítja és ha kell, újrafesti a házat, rendbe teszi a kertet, levág egy fürt banánt a kerti fáról, és megvizsgálja, hogy elég érett-e már ahhoz, hogy az ünnepi asztalt díszítse. A lánygyermekek az anyának segítenek a főzésben. Nem is túl régen az újév volt az egyetlen időszak az évben, amikor az emberek otthon édességeket készítettek: azokban az időkben a ma is tipikusnak számító újévi édességek: a kevum, a kokisz és az ászmi nem voltak elérhetők az üzletekben, csak a háziasszonyok készítették családjuknak (valamint látogatóiknak és szomszédjaiknak). Szintén kedvelt édesség még az aluvá a veli talapa. Az ételek elkészítése előtt egy agyagedényben tejet szoktak forralni, amelynek az edényből való kifutása a várható bőséget jelképezi.
Az óév utolsó napján fontos megfürödni és kimenni megnézni a Holdat. A fürdés előtt az emberek egy nanu nevű gyógynövénykeverékkel kenik be fejüket és testüket, mert hitük szerint ennek testet–lelket tisztító hatása van. Sok faluban harangoznak és dobolnak ilyenkor, hogy ezzel jelezzék az embereknek, mikor van az a „szerencsés” vagy „kedvező időpont”, amikor ezeket a tevékenységeket érdemes elvégezni. Az ilyen időpontokat a bolygók mozgása alapján állapítják meg. Ugyancsak tartoznak szerencsés időpontok, sőt, „szerencsés irányok” és „szerencsés színek” is minden egyes, az újévi ünnepkörhöz kapcsolódó cselekedethez. A szerencsés irány azt jelenti, hogy az adott cselekedetet érdemes abba az irányba fordulva végezni.

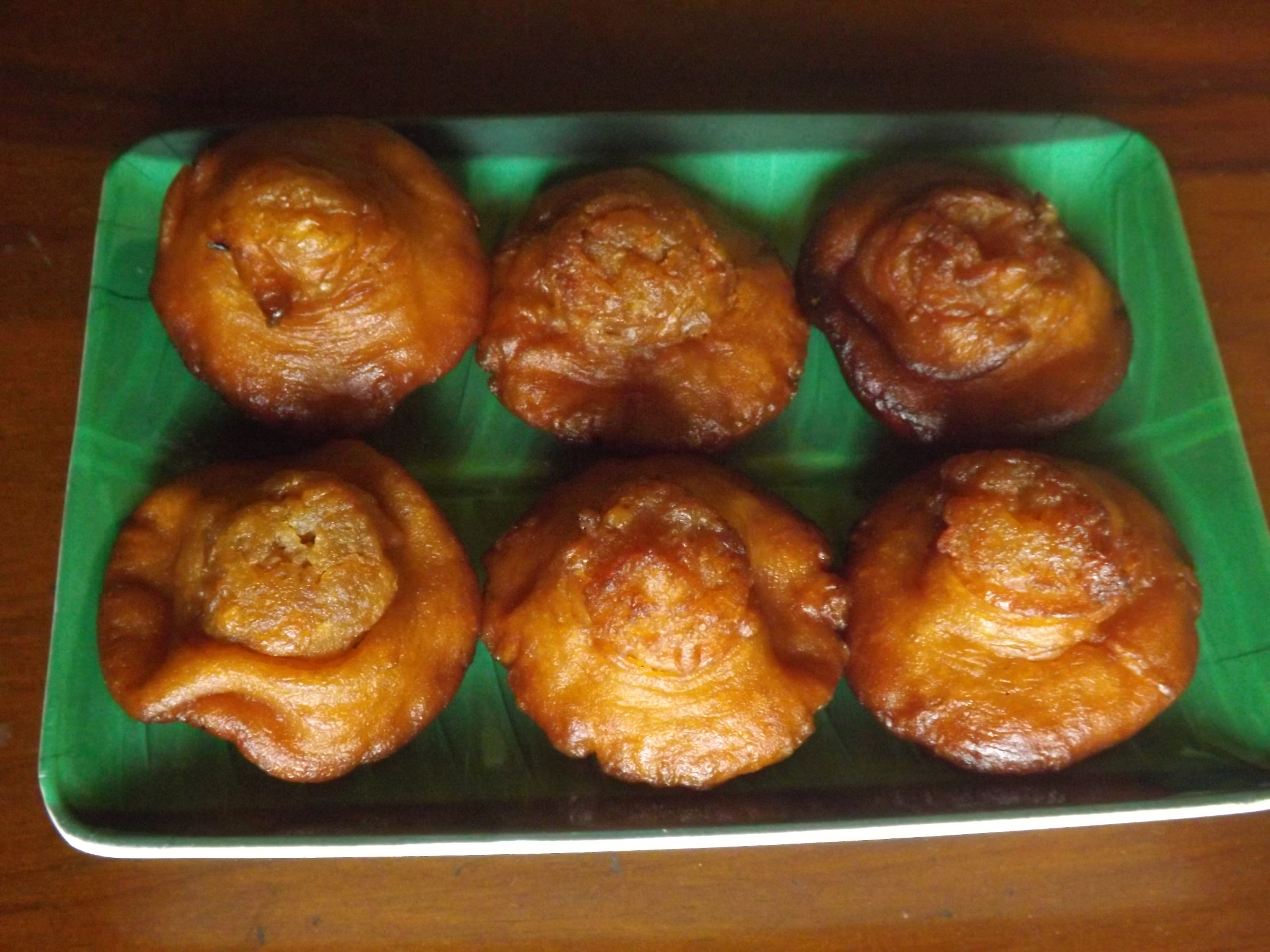
A diópálma szirupjából készülő kevum

A nonagate nevű időszak az átmenet az ó- és az újév között. Ennek hossza (csillagászati okokból) körülbelül 12 óra 48 perc, és pontosan akkor kezdődik az újév, amikor a fele letelt. Ebben az időszakban tilos bármilyen munkát végezni: ekkor legtöbben templomba mennek, ahova virágokat visznek, poltel pahant (kókuszolajos mécsest) gyújtanak, verseket mondanak, majd hazatérnek. Vannak, akik bételpálmát ajándékoznak a templom fő szerzetesének, aki cserébe megáldja a családot, hogy a jövő évük mindennemű bajtól mentes legyen. Ugyancsak kedvelt időtöltések a nonagate idején a beltéri társasjátékok.
A nők, természetesen az újév szerencsés színéhez igazodva új ruhákat vesznek. Régebben, amíg nem lehetett kész színes ruhát vásárolni, addig a háziasszonyok otthon készítették és festették meg a ruháikat: volt olyan korszak, amikor szinte minden háztartásban volt egy-egy varrógép.
Egyfajta újévi „szertartás”, hogy az új ruhákba beöltözött családtagok valamilyen szimbolikus munkát végeznek: a tanárok például elővesznek egy könyvet (a gyerekek iskolai tankönyvet), és abból olvasnak valamennyit, esetleg írnak is valamit (a gyerekek a tananyaggal kapcsolatos dolgot), a földművesek pedig például egy kicsi kerti munkákat végeznek. A nők begyújtják a kandallót, majd a gyerekek kifejezik tiszteletüket szüleik és idősebb testvéreik iránt, amiért cserébe pénzt és/vagy egyéb apróságokat kapnak. Más családtagok is megajándékozgatják egymást, gyakori a ruhaajándék. Vannak olyan falvak is, ahol az első újévi teendő a kútból való vízfelhúzás. Mindezek után a család leül az ünnepi asztalhoz, és az anya felszolgálja az új év első fogásait. Elsőként mindenki egy kis kiribatot eszik, majd következhetnek az édességek.
Fontos esemény újév hajnalán az úgynevezett olajkenés: a templomban a fő szerzetes egy levélköteggel olajat ken az emberek fejére, és közben verseket kántálva megáldja őket. Van olyan hely, ahol például a pap azt kívánja az embereknek, hogy addig éljenek, amíg „a fekete tehén fehér nem lesz, a kígyó szarvakat nem növeszt és a mozsártörőből levelek nem hajtanak ki”. Aki nem tud ott lenni a templomban, az előzetesen kaphat az olajból, és otthon, amikor mindenki a megfelelő irányba fordult, a családfő kenheti meg őket az olajjal. Vannak olyan települések is, ahol a templomban egyáltalán nem végeznek ilyen kenést, az mindig a családapára hárul.
Nagyon sokan az újév első napján útnak indulnak, és meglátogatják a közelben lakó rokonaikat, barátaikat, szomszédaikat, és soha sem mennek üres kézzel, ez ugyanis nagy udvariatlanságnak számítana: mindig visznek magukkal valami kis ajándékot, például bételleveleket, süteményeket vagy kekszeket. Vannak, akik a távolabb lakó rokonaikhoz is elmennek, de nem feltétlenül újév napján, hanem az elkövetkezendő néhány nap valamelyikén.